# Hasselsheide
Hasselsheide ist ein Ortsteil im Stadtteil Bärbroich von Bergisch Gladbach.

## Geschichte
Die Ortschaft Hasselsheide ist eine frühneuzeitliche Siedlung nach 1500, die im Urkataster als „Auf der Hasselsheide“ westlich von Wüstenherscheid  erwähnt wird. 1888 wurde der Hasselsheider Hof als Kirchengut aufgeführt. Der Siedlungsname bezieht sich auf den Haselbusch.

## Bergbau
Westlich grenzte die Grube Washington an Hasselsheide heran, die bis 1889 in Betrieb war.